# 戴文彬
戴文彬（1909年—1982年），中国人民解放军将领、中国人民解放军开国少将。
曾任中国人民解放军沈阳军区后勤部副政委。1955年，授予中国人民解放军少将。